# Cleome costaricensis
Cleome costaricensis là một loài thực vật có hoa trong họ Màng màng. Loài này được Iltis mô tả khoa học đầu tiên năm 2005.